# ディーン・パレット
ディーン・ゲイリー・パレット（Dean Gary Parrett, 1991年11月16日 - ）は、イングランド・ハムステッド出身の
サッカー選手。ナショナルリーグ(イングランド5部)・バーネットFC所属。ポジションはミッドフィールダー(CMF)。

## 経歴
2008-09シーズンの2009年2月19日に行われたUEFAカップベスト32第1戦FCシャフタール・ドネツク戦で先発出場、89分にジョン・ボストックと交代するまでプレーし、トップチームデビューを果たした。2月26日のシャフタールとの第2戦にも71分からジェイミー・オハラに代わって出場した。
その後下部リーグへのローン移籍で経験を積んだのち、2011-12シーズンの2011年9月15日のUEFAヨーロッパリーググループリーグ第1節PAOKサロニカ戦で92分にジョバニ・ドス・サントスに代わって出場し、3シーズンぶりにトッテナムのトップチームの試合に出場した。11月3日のヨーロッパリーグ第4節FCルビン・カザン戦にも73分からウィリアム・ギャラスに代わって出場した。しかし、プレミアリーグでの出場機会は無く、2013年に当時リーグ1のスティヴネイジFCへと活躍の場を移した。トッテナムでの出場機会はヨーロッパリーグ4試合のみにとどまった。